# Кубок Бангладеш з футболу 2017
Кубок Бангладеш з футболу 2017 — 29-й розіграш кубкового футбольного турніру у Бангладеш. Титул володаря кубка здобув Абахані Лімітед.

## Календар
| Раунд           | Дата              | Матчі | Клуби  |
| --------------- | ----------------- | ----- | ------ |
| Груповий турнір | 13-22 травня 2017 | 12    | 12 → 8 |
| 1/4 фіналу      | 24-27 травня 2017 | 4     | 8 → 4  |
| 1/2 фіналу      | 2-3 червня 2017   | 2     | 4 → 2  |
| Фінал           | 6 червня 2017     | 1     | 2 → 1  |

## 1/4 фіналу
| Команда 1                 | Рахунок         | Команда 2            |
| ------------------------- | --------------- | -------------------- |
| 24 травня 2017            |                 |                      |
| Шейх Джамал Дхамонді Клаб | 1:0             | Мохамеддан           |
| 25 травня 2017            |                 |                      |
| Абахані Читтаґонґ         | 1:1 дч пен. 4:2 | Шейх Руссель         |
| 26 травня 2017            |                 |                      |
| Абахані Лімітед           | 2:1             | Бразерс Юніон        |
| 27 травня 2017            |                 |                      |
| Рахматжанж МФС            | 3:1             | Муктіджоддха Сангсад |

## 1/2 фіналу
| Команда 1                 | Рахунок | Команда 2       |
| ------------------------- | ------- | --------------- |
| 2 червня 2017             |         |                 |
| Абахані Читтаґонґ         | 1:0     | Рахматжанж МФС  |
| 3 червня 2017             |         |                 |
| Шейх Джамал Дхамонді Клаб | 0:1     | Абахані Лімітед |

## Фінал
| 6 червня 2017 19:30 |

| Абахані Читтаґонґ         | 1:3      | Абахані Лімітед                                                     |
| ------------------------- | -------- | ------------------------------------------------------------------- |
| Ндукаку Алісон 82' (пен.) | Протокол | Набіб Невадж Джибон 36' Емон Махмуд Бабу 45+2' Емека Дарлінгтон 48' |

| Національний стадіон Бангабанду, Дакка Арбітр: Мізанур Рахман |